# ديبورا فوغل
ديبورا فوغل (بالبولندية: Debora Vogel)‏ هي مؤلفة ومترجمة وكاتِبة وعالمة نفس وشاعرة بولندية، ولدت في 1902 في بورشتين في أوكرانيا، وتوفيت في 1942 في لفيف في أوكرانيا.